# Platygaster eriphyle
Platygaster eriphyle är en stekelart som beskrevs av Walker 1836. Platygaster eriphyle ingår i släktet Platygaster och familjen gallmyggesteklar. Inga underarter finns listade i Catalogue of Life.